# 연세중앙교회
연세중앙교회(延世中央敎會, Yonsei Central Baptist Church)는 대한민국 서울특별시 구로구 궁동 189-1에 있는 기독교한국침례회 자유로지방회에 소속한 교회이다. 1986년 3월 15일 윤석전 목사(설립당시 전도사)가 설립하였다.